# 劍淵站
劍淵站（日语：／ Kenbuchi eki */?）是屬於北海道旅客鐵道宗谷本線沿線的鐵路車站，位於日本北海道上川郡劍淵町。本站是所在地劍淵町的中心車站。

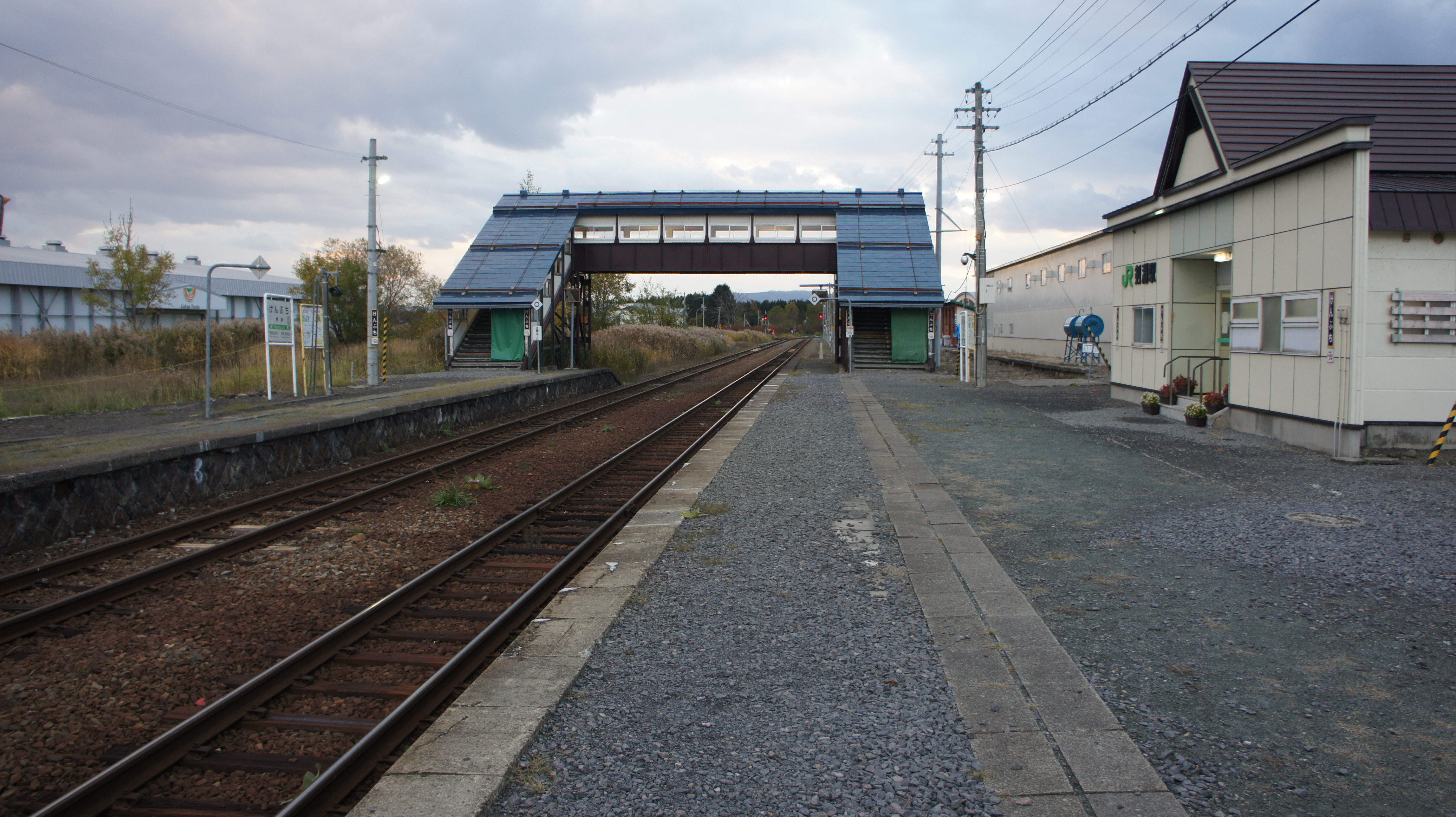
月台（2017年10月）

## 車站構造
本站為擁有相對式月台2面2線的無人站，車票由車站前的商店代為銷售，營業時間為07:00至19:00（週日及假日公休）。站內設有男女共用廁所。

## 歷史
- 1900年（明治33年）8月5日 - 以北海道官設鐵道（日语：北海道官設鉄道）車站之姿啟用。設站初期站名原本發音作（Kenufuchi）。
- 1905年（明治38年）4月1日 - 由日本國有鐵道接管。站名的讀音改為（Kenbuchi）。
- 1982年（昭和57年）11月15日 - 廢止貨物裝卸。
- 1984年（昭和59年）2月1日 - 取消行李處理。
- 1986年（昭和61年）11月1日 - 成為無人站。
- 1987年（昭和62年）4月1日 - 國鐵分割民營化，車站劃歸由JR北海道繼承。
- 1988年（昭和63年）10月31日 - 車站大堂改建。

## 車站周邊
- 北海道道293號根別劍淵停車場線
- 劍淵町役所
- 士別警署（日语：士別警察署）劍淵分所
- 劍淵郵局
- 北星信用金庫（日语：北星信用金庫）劍淵分店
- 北響農業協同組合（JA北ひびき）劍淵基幹支所
- 劍淵圖書館
- 劍淵溫泉度假區「櫻岡湖畔」（レークサイド桜岡）
- 北海道劍淵高等學校（日语：北海道剣淵高等学校）
- 道北巴士（日语：道北バス）「劍淵」車站

## 相鄰車站
北海道旅客鐵道（JR北海道）
■宗谷本線
快速「名寄」・普通
和寒（W38）－劍淵（W40）－士別（W42）

## 外部連結
- （日語）JR北海道 – 劍淵站（页面存档备份，存于）
- （日語）全驛參觀之旅（页面存档备份，存于）